# Serena-Maneesh
Serena-Maneesh es una banda noruega de rock formada en 1999. El sello barcelonese TouchMe Records lanzó el primer disco Serena-Maneesh en España en diciembre del 2005. El disco recibió muy buenas críticas de publicaciones noruegas, incluyendo el título de "Norwegian Album of the Year" de parte de la revista Dagbladet, como de independientes sitios norteamericanos como Pitchfork Media (8,6/10 parte del "Top 50 Albums of 2005") o el All Music Guide AMG (4,5/5). La influencia de The Velvet Underground, Sonic Youth o My Bloody Valentine fue notada por muchos críticos.

## Formación
- Emil Nikolaisen - Cantante Principal/Guitarra
- Lina Holmstrøm - Cantante Principal/2º voz/Piano
- Hilma Nikolaisen - Bajo
- Eivind Schou - Bajo
- Håvard Krogedal - Violonchelo/Piano
- Sondre Midttun - Guitarra rítmica

## Discografía
| Año  | Disco                                 |
| ---- | ------------------------------------- |
| 2006 | Drain Cosmetics (SP)                  |
| 2005 | Serena-Maneesh (LP)                   |
| 2004 | Zurück: Retrospectives 1999-2003 (EP) |
| 2002 | Fixxations (EP)                       |